# Lewis Williams

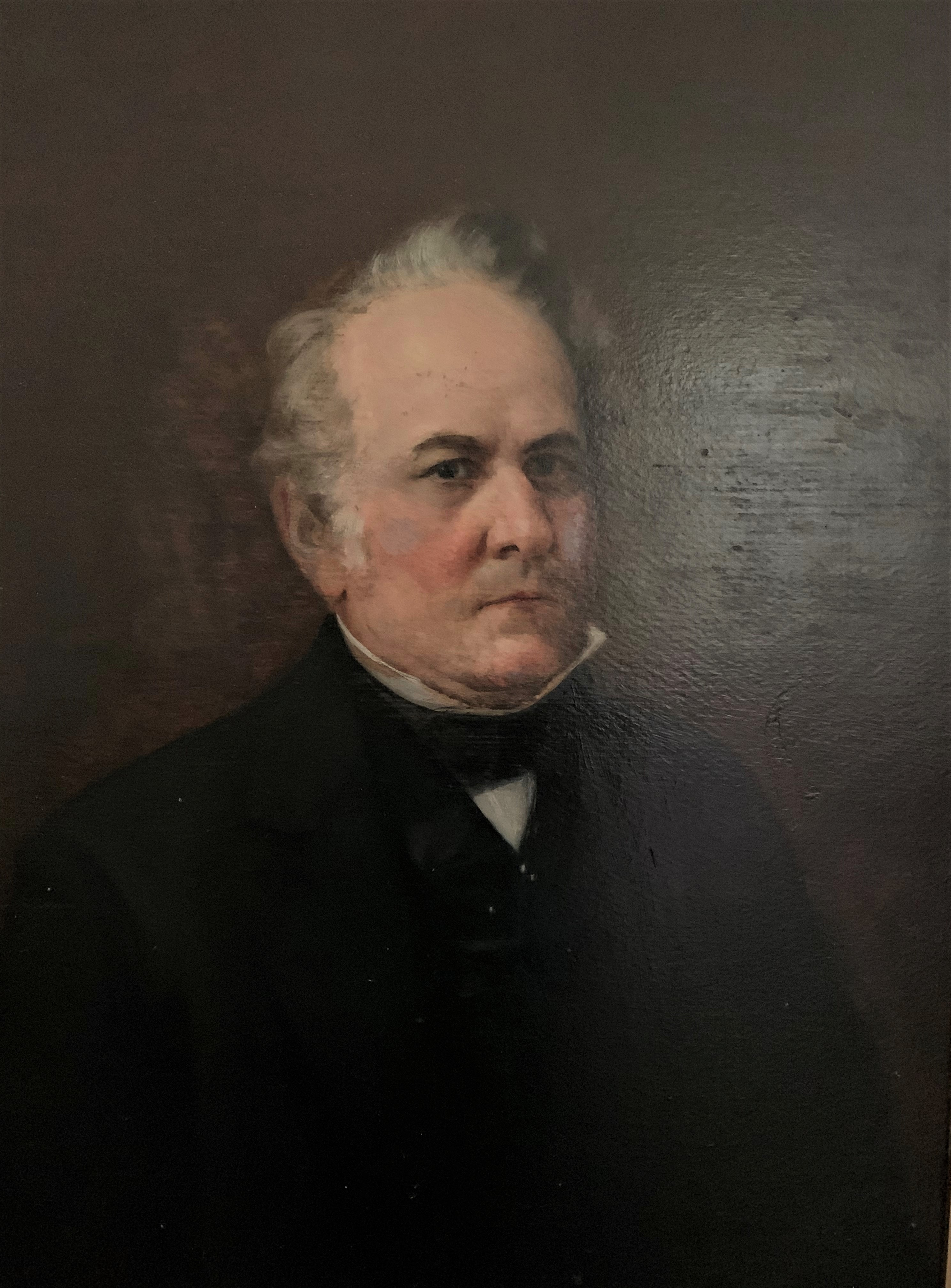
Lewis Williams

Lewis Williams (* 1. Februar 1782 im Surry County, North Carolina; † 23. Februar 1842 in Washington, D.C.) war ein US-amerikanischer Politiker. Zwischen 1815 und 1842 vertrat er den Bundesstaat North Carolina im US-Repräsentantenhaus.

## Werdegang
Lewis Williams war ein Bruder von US-Senator John Williams (1778–1837) und des Kongressabgeordneten Robert Williams (1773–1836). Er war außerdem ein Cousin des Abgeordneten Marmaduke Williams (1774–1850). Williams studierte bis 1808 an der University of North Carolina in Chapel Hill. Später begann er als Mitglied der Demokratisch-Republikanischen Partei eine politische Laufbahn. In den Jahren 1813 und 1814 war er Abgeordneter im Repräsentantenhaus von North Carolina.
Bei den Kongresswahlen des Jahres 1814 wurde Williams im 13. Wahlbezirk von North Carolina in das US-Repräsentantenhaus in Washington, D.C. gewählt, wo er am 4. März 1815 die Nachfolge von Peter Forney antrat. Nachdem er bei allen folgenden Wahlen bestätigt wurde, konnte er bis zu seinem Tod am 23. Februar 1842 im Kongress verbleiben. Nach der Auflösung seiner Partei in den 1820er Jahren schloss er sich der Bewegung um Präsident John Quincy Adams an. In den 1830er Jahren wurde er Mitglied der Whigs. Von 1817 bis 1831 war Williams Vorsitzender des Committee on Claims. Zwischen 1833 und 1835 leitete er den Ausschuss, der sich mit der Verwaltung der Territorien befasste. Von 1829 bis 1837 erlebte er während der Präsidentschaft von Andrew Jackson die heftigen Diskussionen um dessen Politik. Dabei ging es um die umstrittene Durchführung des Indian Removal Act, die Nullifikationskrise mit dem Staat South Carolina und die Bankenpolitik des Präsidenten.
Lewis Williams starb am 23. Februar 1842 in der Bundeshauptstadt Washington und wurde auf dem Panther Creek Cemetery im Surry County beigesetzt.